# 張翼軫
張翼軫（？—？），字宿夫，號三星，南直隶松江府华亭县人，明朝政治人物。

## 生平
己巳六月初六日生，金山县学生，万历二十二年（1594年）甲午科舉人，二十六年戊戌中式，三十二年（1604年）甲辰科进士，吏部觀政，三十五年授工部屯田司主事，三十七年升虞衡司员外，三十八年升郎中，养病。四十年補都水司郎中，四十一年升宁波知府，养病。天启元年（1621年）除韶州府知府，四年升廣西副使，五年改廣東岭西道副使。

## 家族
從曾祖张骏，景泰癸酉。曾祖張驄，承仕郎中書。祖父張雲鴻。父張明哲。嫡母吳氏，繼母胡氏，生母金氏。永感下。娶楊氏。